# بوريكا المالديفية
بوريكا المالديفية هي ملكة وسلطانة مالديفية حكمت في القرن السادس عشر، استلمت الحكم بعد وفاة زوجها.